# 松平忠名
松平 忠名（まつだいら ただあきら）は、江戸時代中期の大名。摂津国尼崎藩の第2代藩主。桜井松平家11代当主。

## 略歴
桜井松平家の尼崎藩初代藩主・松平忠喬の次男として誕生。『寛政重修諸家譜』によれば正徳4年生まれ。ただしこれは幕府に届け出た「公式」の誕生年であり（官年参照）、尼崎藩の資料では正徳5年（1715年）8月6日生まれ。
兄の勝千代は早世しており、享保11年（1726年）8月15日に尼崎藩の世嗣として将軍徳川吉宗に御目見した。享保13年（1728年）12月21日、従五位下・兵庫頭に叙任。
寛延4年（1751年）3月20日、父の隠居により家督を継承。翌21日に遠江守に遷任（「遠江守」は忠喬が名乗っていた官名であり、忠喬は同日に石見守に改めている）。同年6月23日、はじめて領地に赴くための暇を賜う。
幕命により、朝鮮通信使の接待役を務めている。
『寛政重修諸家譜』によれば明和3年（1766年）12月26日に江戸で死去。尼崎藩の資料では12月24日とある。52歳没（「公式年齢」では53歳没）。跡を3男・忠告が継いだ。

## 系譜
特記事項のない限り、『寛政重修諸家譜』による。子の続柄の後に記した ( ) 内の数字は、『寛政譜』の記載順。
- 父：松平忠喬
- 母：戸田忠真の娘 - 側室所生ともいう[6]（松平忠喬#系譜参照）。
- 正室：宗義誠の娘
  - 長女(1)：脇坂安弘正室
  - 長男(2)：与七郎（母は正室宗氏） - 早世
  - 三男(4)：松平忠告 - 家督を継承
- 側室：久保氏
  - 二男(3)：加藤明堯 - 加藤明煕の養子
- 側室：庄司氏
  - 二女(5)
  - 四男(8)：土井利厚[注釈 3] - 土井利見の養子
  - 五女(10)
- 側室：山下氏
  - 三女(6)：水野勝起室
  - 四女(9)：相良長寛正室
- 養子女
  - 養女(7)：実父は菅沼定用 - 本堂親房室